# انجمن اورانژ
نظم نارنجی (انگلیسی: Orange Order)موسسه وفادار نارنجی، که معمولاً با عنوان «نظم نارنجی» شناخته می‌شود، یک نظم برادرانه پروتستان در ایرلند شمالی است. همچنین دارای شعبه هایی در جمهوری ایرلند، اسکاتلند و در سراسر کشورهای مشترک‌المنافع و ایالات متحده است. نظم نارنجی در سال ۱۷۹۵ در دوره ای از درگیری‌های فرقه ای پروتستان - کاتولیک در شهرستان آرماگ تأسیس شد، به عنوان یک برادری به سبک ماسونی قسم خورده برای حفظ صعود پروتستان. این پادشاه توسط Grand Grand Lodge of Ireland، که در سال ۱۷۹۸ تأسیس شده‌است، هدایت می‌شود. نام آن ادای احترام به پادشاه پروتستان هلندی متولد ویلیام از نارنجی است، که ارتش پادشاه کاتولیک جیمز دوم را در جنگ ویلیامیت-ژاکوبیت (۱۶۸۸) شکست داد. -۱۶۹۱) این نظم بیشتر برای راهپیمایی‌های سالانه خود شناخته شده‌است، بزرگترین آنها در تاریخ ۱۲ یا ۱۲ ژوئیه (دوازدهم) برگزار می‌شود.
نظم نارنجی یک سازمان اتحادیه محافظه کار محافظه کار است، با پیوندهایی به وفاداری اولستر. این کمپین در سال ۲۰۱۴ علیه استقلال اسکاتلند کارزار کرد. [۶] این حکم خود را مدافع آزادی‌های مدنی و مذهبی پروتستان می‌داند، در حالی که منتقدین این نظم را فرقه گرایی، پیروزمند بودن، و برتری گرایی متهم می‌کنند. به عنوان یک جامعه دقیق پروتستان، غیر پروتستان‌ها را به عنوان اعضای نمی‌پذیرد مگر اینکه آنها به اصول نارنجی گرایی تبدیل شده و به آن پایبند باشند و پروتستان‌هایی را که با کاتولیک‌ها ازدواج کرده‌اند قبول نکند. اگرچه بسیاری از راهپیمایی‌های نارنجی بدون حادثه هستند، اما راهپیمایی‌هایی که از طریق محله‌های ملی‌گرایی کاتولیک و ایرلندی انجام می‌شود بحث‌برانگیز است و اغلب به خشونت منجر شده‌است